# Томас Айрес

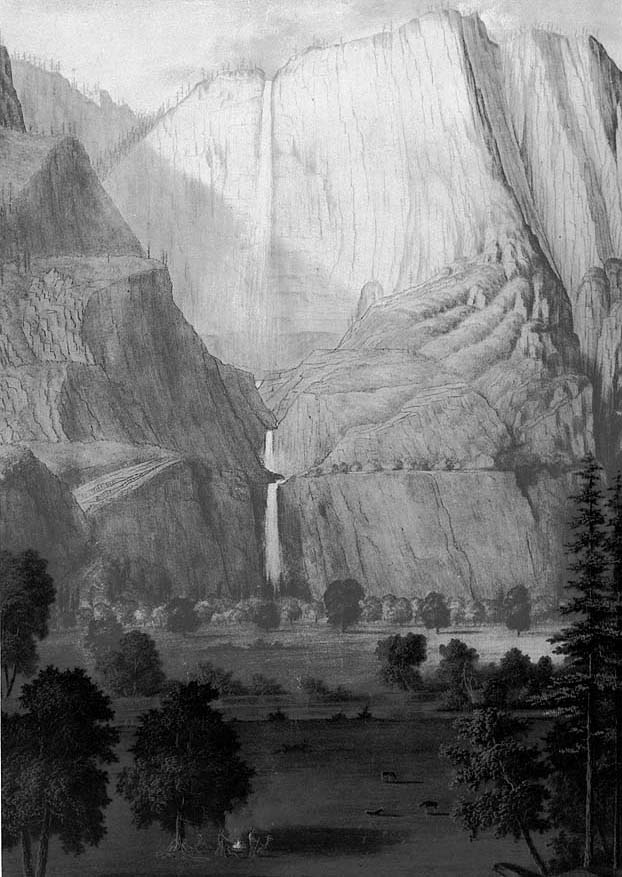
«Високі водоспади Йосеміте» (1855)

Томас Айрес (англ. Thomas Ayres, 1816—1858) — американський художник.
Народився в Вудбріджі (Нью-Джерсі) в 1816 році. Спочатку працював в інженерій фірмі в Сент-Полі. З початком золотої лихоманки у 1849 році прибуває до Каліфорнії. Незабаром він залишив пошуки золота і почав подорожувати по Каліфорнії, роблячи ескізи і малюнки за допомогою вугілля і графіту. У 1855 році був найнятий підприємцем і журналістом з Сан-Франциско Джеймсом Хачингсом для участі в подорожі до парку Йосеміті, і зробив перші малюнки цього парку. Саме ці малюнки принесли Айресу знаменитість.